# Гармонія (новела)
Гармонія – новела українського письменника, представника «розстріляного відродження», Григорія Косинки, написана у 1933 році. 

## Сюжет
Твір розповідає про події, що відбувалися на теренах України під час визвольних змагань.
У центрі розповіді – збідніла сім’я Гандзюків, яка мешкає у Піях. Мати радить своєму старшому синові, Василю, йти працювати молотником. Але Василь категорично відмовляється, хоча розуміє важке становище родини.              
З невеселими думками він перебуває на дворі. В цей час на вулиці гуляють парубки з дівчатами. Серед них – його молодший брат Гришка, який грає на балалайці, але мріє про гармонію. 
Василь згадує місцевого багатія Смолярчука, який зі зневагою ставиться до незаможних селян, та вирішує викрасти в нього копу проса. Він розраховує на неспокійний час та сподівається, що ніхто не стане відшукувати викрадене. 
Його роздуми та парубоче гуляння на селі перериваються вторгненням кіннотників генерала Шкуро, які грабують та знущаються з селян.
Побитий нагайкою, повертається додому Гришка, і Василь, спокутуючи його можливістю купити бажану гармонію, залучає його до крадіжки проса.
Вночі вони крадуть просо та починають його молотити, але зранку їх викриває Смолярчук. Братів Гандзюків затримують. Очікуючи суду, вони перебувають разом із полоненими червоноармійцями, які пояснюють безглуздість їх вчинку та роз’яснюють цілі своєї боротьби.
Суд проводить офіцер Білої армії, який, дізнавшись про наміри братів купити музичний інструмент, катує Василя саме під гру гармонії. 
Братів рятує сестра, яка приїжджає за ними у місто. Але Василь не повертається додому та сповіщає брата, що йде до більшовиків.

## Сприйняття
«Гармонія» вважається критиками невеликою повістю, що є підсумком творчості Г. Косинки як автора новел та свідчить про його тяжіння до більших  писемних форм. Твір також став синтезом роздумів Г. Косинки про драматичне випробування людини та народу у буремні революційні роки.